# تویلی
تویلی (به ایتالیایی: Tuili) یک کومونه در ایتالیا است که در استان مدیو کامپیدانو واقع شده‌است. تویلی ۲۴٫۵ کیلومتر مربع مساحت و ۱٬۰۹۴ نفر جمعیت دارد و ۲۰۸ متر بالاتر از سطح دریا واقع شده‌است.